# Вільгельм Доммес
Вільгельм Доммес (нім. Wilhelm Dommes; 16 квітня 1907 — 23 січня 1990, Ганновер) — німецький офіцер-підводник, фрегаттен-капітан крігсмаріне. Кавалер Лицарського хреста Залізного хреста.

## Біографія
Служив в торговельному флоті. В січні 1933 року вступив в рейхсмаріне. Служив на легкому крейсері «Нюрнберг» і лінійному кораблі «Шарнхорст». У квітні 1940 року переведений в підводний флот. 5 квітня 1941 року призначений командиром підводного човна U-431, на якому здійснив 10 бойових походів (провівши в морі в цілому 257 днів), досяг особливих успіхів під час рейдів в Середземному морі. 6 січня 1943 року здав командування і 22 лютого отримав U-178, дислокований в Бордо. На цьому човні Доммес здійснив 1 тривалий похід (153 дні) на Далекий Схід. Всього за час бойових дій потопив 11 кораблів загальною водотоннажністю 46 964 брт і пошкодив 2 кораблі водотоннажністю 4010 брт.
| Дата              | Назва корабля             | Тип               | Тоннаж, брт | Вантаж                                              | Екіпаж | Загинули | Країна             | Конвой |
| ----------------- | ------------------------- | ----------------- | ----------- | --------------------------------------------------- | ------ | -------- | ------------------ | ------ |
| 2 жовтня 1941     | Hatasu                    | Торговий пароплав | 3,198       | Баласт                                              | 47     | 40       | Британська імперія | ON-19  |
| 13 грудня 1941    | Myriel (пошкоджений)      | Паровий танкер    | 3,560       | Вода                                                | 36     | 0        | Британська імперія |        |
| 29 січня 1942     | HMS Sotra                 | Мінний тральщик   | 313         |                                                     | 22     | 22       | Британська імперія | TA-21  |
| 20 травня 1942    | Eocene                    | Паровий танкер    | 4 216       | 1980 тонн бензину та 3700 тонн води                 | 43     | 0        | Британська імперія | AT-46  |
| 15 червня 1942    | HMS LCT-119 (пошкоджений) | Десантне судно    | 450         |                                                     | ?      | ?        | Британська імперія |        |
| 10 листопада 1942 | HMS Martin (G44)          | Есмінець          | 1,920       |                                                     | 224    | 161      | Британська імперія | Torch  |
| 13 листопада 1942 | «Ісаак Свірз»             | Есмінець          | 1 628       |                                                     | 194    | 108      | Нідерланди         |        |
| 1 червня 1943     | Salabangka                | Торговий пароплав | 6 586       | Державний вантаж                                    | 85     | 10       | Нідерланди         | CD-20  |
| 4 липня 1943      | Breiviken                 | Торговий пароплав | 2 669       | 3812 тонн вугілля                                   | 36     | 3        | Норвегія           | DN-50  |
| 4 липня 1943      | Michael Livanos           | Торговий пароплав | 4,774       | Баласт                                              | 41     | 2        | Королівство Греція |        |
| 11 липня 1943     | Mary Livanos              | Торговий пароплав | 4,771       | 7224 тонни бункерного вугілля                       | 36     | 8        | Королівство Греція |        |
| 14 липня 1943     | Robert Bacon              | Торговий пароплав | 7,197       | Баласт                                              | 71     | 5        | США                |        |
| 17 липня 1943     | City of Canton            | Торговий пароплав | 6,692       | 2000 тонн генеральних вантажів та 4500 тонн вугілля | 93     | 7        | Британська імперія |        |

Після повернення 25 листопада 1943 року здав командування підводним човном і був призначений командиром військово-морської бази Пенанг. З січня 1945 року — командувач в Сінгапурі і начальник військово-морської бази Монсан.

## Звання
- Кандидат в офіцери (23 січня 1933)
- Фенріх-цур-зее (1 квітня 1933)
- Оберфенріх-цур-зее (1 січня 1935)
- Лейтенант-цур-зее (1 квітня 1935)
- Оберлейтенант-цур-зее (1 січня 1937)
- Капітан-лейтенант (1 липня 1938)
- Корветтен-капітан (1 лютого 1943)
- Фрегаттен-капітан (30 січня 1945)

## Нагороди
- Медаль «За вислугу років у Вермахті» 4-го класу (4 роки; 23 січня 1937)
- Залізний хрест
  - 2-го класу (29 листопада 1939)
  - 1-го класу (10 лютого 1942)
- Медаль «У пам'ять 1 жовтня 1938» (6 вересня 1940)
- Нагрудний знак підводника (10 лютого 1942)
- Медаль «За військову доблесть» (Італія)
  - бронзова (27 липня 1942)
  - срібна (29 травня 1943)
- Лицарський хрест Залізного хреста (2 грудня 1942)
- Хрест Воєнних заслуг
  - 2-го класу з мечами (30 січня 1945)
  - 1-го класу (20 квітня 1945)
- Фронтова планка підводника (5 березня 1945)